# Metropolie Symi
Metropolie Symi je jedna z metropolií Konstantinopolského patriarchátu, nacházející se na území Řecka.

## Historie
Za zakladatele křesťanství na Dodekanských ostrovech je považován apoštol Pavel. Jak je zmíněno ve Skutcích apoštolů, procházel Kósem a Rhodem na zpáteční cestě do Jeruzaléma.
Není známo ke které eparchií patřily tyto malé ostrovy v raně křesťanském období. Dá se s jistotou předpokládat že Chalki patřil k eparchií Rhodos a Kastelorizo k eparchii Pisidie. Symi a Tilos mohly patřit k Rhodu nebo Kósu.
Od konce 4. století je naprosto jistě že po povýšení Rhodu na metropolii byly ostrovy pod její jurisdikcí.
Roku 1204 byly ostrovy zabrany latiníky a roku 1224 Nikájskou říší. Později se dostaly pod moc Maltézského řádu, Neapolským královstvím, Katalánci a Osmanskou říší.
Roku 1640 se ostrov Kastelorizo stal patriarchálním exarchátem a v lednu 1647 byl připojen k obnovené metropolii Myra, která se roku 1651 připojila k metropolii Pisidie. Roku 1729 se vrátil do statutu patriarchálního exarchátu a roku 1786 byl připojen k autokefální archiepiskopii Myra. V červenci 1790 byla archiepiskopie znovu připojena k Pisidii.
Během řecké osvobozenecké války v letech 1821–1822 se ostrovy staly součástí nového řeckého státu ale 9. července 1832 se opět dostaly pod osmanskou nadvládu.
Roku 1912 obsadila ostrovy Itálie. Během italské okupace patřily ostrovy pod metropolii Rhodos.
Dne 5. února 1924 byla vytvořena metropolie Kyklady se sídlem v Symi. Do metropolie byly včleněny Symi, Tilos, Chalki a Nisyros. Kastelorizo byli připojeno k Rhodu. Italské úřady toto rozhodnutí nepřijali a 9. října 1924 došlo k jejich zamítnutí.
Dne 20. dubna 2004 došlo k oddělení ostrovů od metropolie Rhodos a vytvoření nové metropolie Symi.
Současný titul metropolitů je; Metropolita Symi, hypertimos a exarcha jižního Egejského moře.